# Ром (Німеччина)
Ром (нім. Rom) — громада в Німеччині, розташована в землі Мекленбург-Передня Померанія. Входить до складу району Людвігслуст-Пархім. Складова частина об'єднання громад Пархімер-Умланд.
Площа — 33,60 км2. Населення становить 792 ос. (станом на 31 грудня 2020).

## Галерея

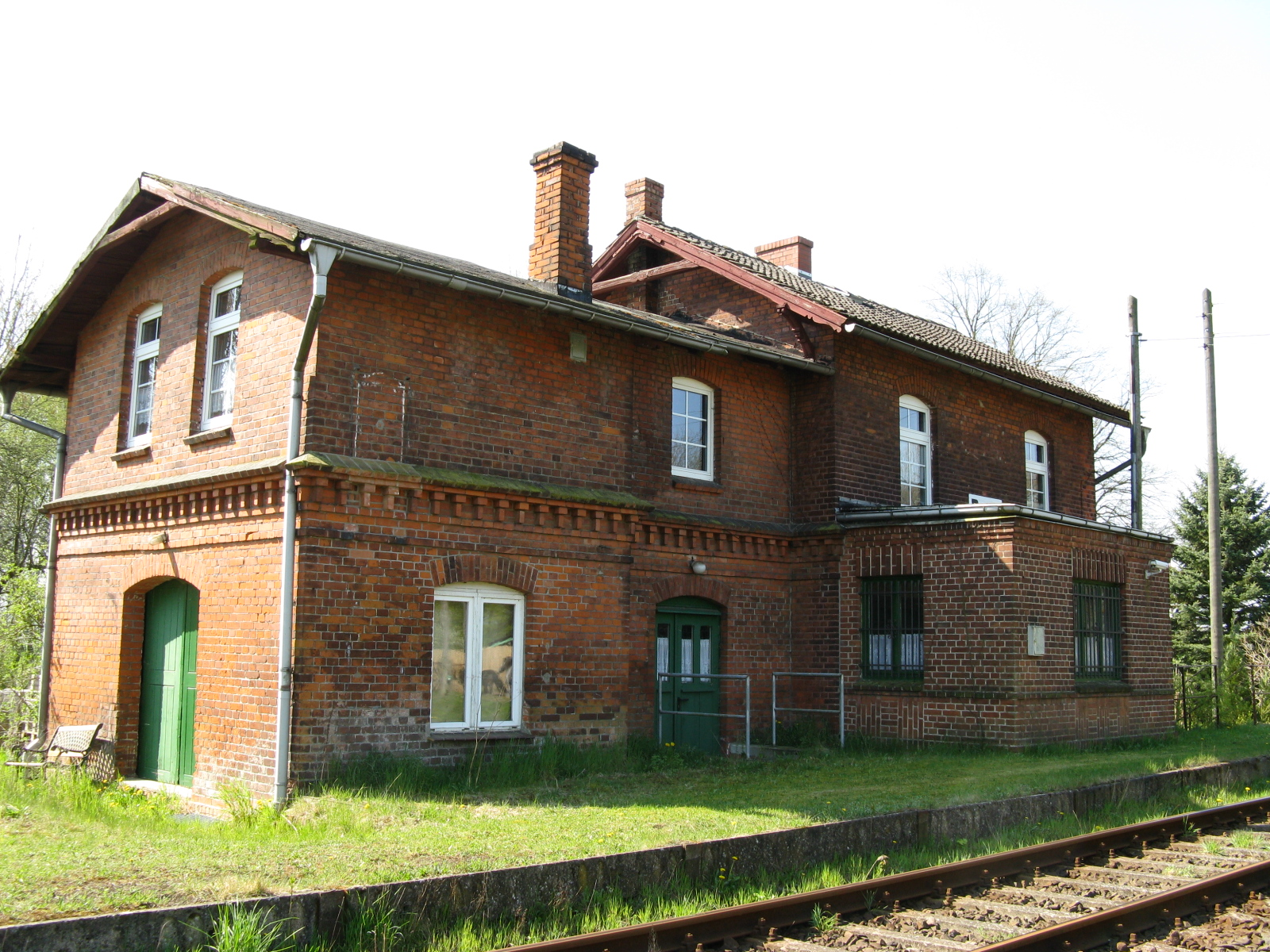